# Ärväskivi
Ärväskivi med Vähä Santakari är en ö i Finland. Den ligger i Bottenhavet och i kommunen Nystad i den ekonomiska regionen  Nystadsregionen i landskapet Egentliga Finland, i den sydvästra delen av landet. Ön ligger omkring 81 kilometer nordväst om Åbo och omkring 220 kilometer väster om Helsingfors.
Öns area är 21,8 hektar och dess största längd är 1,1 kilometer i nord-sydlig riktning.

## Delöar och uddar
- Ärväskivi 60°56′20″N 21°08′09″Ö / 60.93877°N 21.13588°Ö
- Vähä Santakari 60°56′09″N 21°07′58″Ö / 60.93591°N 21.13286°Ö